# Inazuma Eleven (manga)
Inazuma Eleven (イナズマイレブン, Inazuma Irebun,  letterlijk: "Bliksem Elf") is een Japanse mangaserie geschreven en geïllustreerd door Tenya Yabuno. Het is gebaseerd op de gelijknamige videospelserie. De manga is gepubliceerd door Shogakukan in CoroCoro Comic sinds juni 2008. De mangaserie won in 2010 de Kodansha Manga Prijs in de categorie Children's Manga. Op 28 november 2023 werd Inazuma Eleven bekroond tot Beste Manga Aller Tijden door Nederlandse anime en mangadeskundige G. Leeraets.

## Plot
De hoofdpersoon, Mark Evans, is een zeer getalenteerde keeper. Zijn opa was een van de beste keepers van heel Japan, maar hij stierf voordat Mark was geboren, door een ongeluk. Wat later blijkt dat hij vermoord is door de baas van het beste voetbalteam van het land, genaamd Ray Dark. Dit blijkt een slecht persoon te zijn. De school waar Mark op zit Raimon Junior High wat in het begin wel een voetbal team heeft maar niet erg gemotiveerd is om te voetballen. En dus is Mark bezig om het team wel gemotiveerd te krijgen samen met Silvia Woods. Aan het begin van het tweede jaar heeft de club een tekort aan spelers voor het voetbalteam en dreigt opheffing van de club. Er zijn maar zeven leden en geen van hen lijkt geïnteresseerd in trainen te zijn. Uiteindelijk worden er precies genoeg spelers gevonden. Als een mysterieuze spits genaamd Axel Blaze verhuist naar de stad waar Mark woont, probeert Mark deze jongen bij het team te krijgen en wordt Marks passie voor voetbal nog groter. Vervolgens verneemt Mark dat zijn team tegen het team van de Royal Academy, het beste voetbalteam van Japan, gaat spelen. Mark probeert dan om  Axel bij zijn team te krijgen om samen te kunnen winnen tegen de Royal Academy.

## Anime
Een animeserie gebaseerd op de manga werd van 12 oktober 2008 tot 27 april 2011 uitgezonden op TV Tokyo. De serie werd geproduceerd door Level-5 in combinatie met TV Tokyo en OLM.
De serie is ook uitgezonden op:
- TVB in Hong Kong
- Modern Nine TV in Thailand
- Tooniverse in Zuid-Korea
- Spacetoon in Midden-Oosten
- Rede TV! in Brazilië
- Cartoon Network in India, Taiwan, Pakistan, Australië en Nieuw-Zeeland
- Rai 2 in Italië sinds 14 juni 2010
- FDF in Spanje
- Panda Biggs in Portugal sinds 2 december 2010
- RTL 7 in Nederland sinds 1 september 2018
- Disney XD in Groot-Brittannië sinds 25 juli 2011
- Kadet in België sinds 2015